# Chewey
Chewey – jednostka osadnicza w Stanach Zjednoczonych, w stanie Oklahoma, w hrabstwie Adair.